# Шарль I де Коссе
Шарль I де Коссе́ (Charles de Cossé, 1505 — 31 грудня 1563) — французький аристократ, військовий діяч, маршал Франції (1550).

## Життєпис
Походив зі знатного анжуйського роду Коссе. Син Рене де Коссе, сеньйора Бріссака, та Шарлотти Гуф'є, представниці впливової родини за часів правління короля Франциска I.
Службу розпочав як паж при королівському дворі. Згодом став першим зброєносцем дофіна Франциска, сина Франциска I. З 1526 року брав участь в Італійських війнах. У 1528 році звитяжив при облозі Неаполя, але зрештою потрапив у полон. Після повернення до Франції воює у П'ємонті. Захищав його від іспанців у 1536—1537 роках, особливо відзначився при обороні м. Суза.
У 1540 році призначається великим королівським сокольничим. у 1542 році отримує звання генерал-полковника піхоти. Вслід за цим відзначився при облозі Перпіньяна, що відмітив дофін Генріх, майбутній король. У 1543 році командував легкою кавалерією у П'ємонті. У 1544 році хоробро бився у Фландрії спочатку проти імператорських військ, у 1545 році завдав поразки англійській армії при Уа-е-Палле. Завдяки цій перемозі Англія погодилася почати перемовини щодо миру, який відбувся у 1546 році.
У 1547 році став великим коморієм, входить до найближчого почту короля Генріха II. У 1550 році Коссе отримує звання маршала та призначення до П'ємонту. Тут він намагався не дошкуляти місцевому населенню, посилив дисципліну в армії, що сприяло зміцненню французьких позицій у цій італійській області. У 1551 році захопив місто К'єрі, у 1553 — Верчеллі, у 1554 році захопив землі Ланге, на півдні П'ємонту, а згодом м. Іврея, а у 1555 році — важливу фортецю Казаль. В подальшому з успіхом захищає П'ємонт, який повністю опинився в руках французів. Лише після Като-Камбрезького миру 1559 року Шарль де Коссе залишає Італію.
У 1560 році отримує титул графа й призначається губернатором та генерал-лейтенантом Пікардії. У 1562 році призначається командувачем військами у Парижі, де придушення заворушення. У 1563 році на посаді губернатора воює проти протестантів у Нормандії, де змусив гугенотів здатися у Гаврі. Після цього повернувся до Парижа, де й помер у грудні того ж року.

## Родина
Дружина — Шарлота Ле Сюер
Діти:
- Тімолеон (1543—1569)
- Шарль (1550—1621), маршал, герцог
- Діана
- Жанна (д/н—1602)